# Prada de Valdeón
Prada de Valdeón (en leonés, Prada de Valdión) es una localidad del municipio leonés de Posada de Valdeón, al norte de la provincia de León, en la Comunidad Autónoma de Castilla y León.
Situado a una altitud de 950 m, entre los Macizos Central y Occidental de Picos de Europa y a la vera del río Cares que divide Picos de Europa, se encuentra junto a Posada de Valdeón viniendo de Puerto de Pandetrave, al comienzo de la nueva carretera que comunica ese pueblo con Santa Marina de Valdeón y Pandetrave.
Las casas, de arquitectura tradicional, se encuentran muy concentradas sobre calles estrechas. El pueblo conserva 15 hórreos y un molino que funcionaba con agua del río Arenal, el afluente más importante del río Cares.
El entorno de bosque y praderas enmarcados por las moles calizas de los Picos de Europa entre las que destaca la Torre Friero (2445 m) permite efectuar paseos por bosques vecinos o ascensiones a las cumbres. Entre los senderos más conocidos que parten de Prada de Valdeón se encuentran el del Mercadillo y el de Montó.
El 8 de septiembre el pueblo celebra la fiesta de Nuestra Señora de Corona.

## Localidades limítrofes
Confina con las siguientes localidades:
- Al norte con Los Llanos de Valdeón.
- Al noreste con Cordiñanes de Valdeón.
- Al sureste con Santa Marina de Valdeón.
- Al oeste con Soto de Valdeón.
- Al noroeste con Posada de Valdeón.

## Demografía
Evolución de la población
| Gráfica de evolución demográfica de Prada de Valdeón entre 2000 y 2017 |
|                                                                        |
| Población de derecho (2000-2017) según el padrón municipal del INE     |

## Historia
Así se describe a Prada de Valdeón en el tomo XIII del Diccionario geográfico-estadístico-histórico de España y sus posesiones de Ultramar, obra impulsada por Pascual Madoz a mediados del siglo XIX:

Barrio del concejo de Valdeón, en la provincia de León, partido judicial de Riaño.
Diccionario geográfico-estadístico-histórico de España y sus posesiones de Ultramar